# Codex Eyckensis
A nyolcadik században készült Codex Eyckensis egy két részből álló kéziraton alapuló zsoltár könyv, amely feltehetően a tizenkettedik századtól 1988-ig terjedő időszakban egy tekercset alkotott. A Codex Eyckensis Belgium legrégebbi könyve. A nyolcadik századtól a jelenlegi Maaseik járás területén tartották és őrizték. A könyvet valószínűleg az Echternachi Apátság írószobájában készítették. 

## Az A és a B kézirat bemutatása

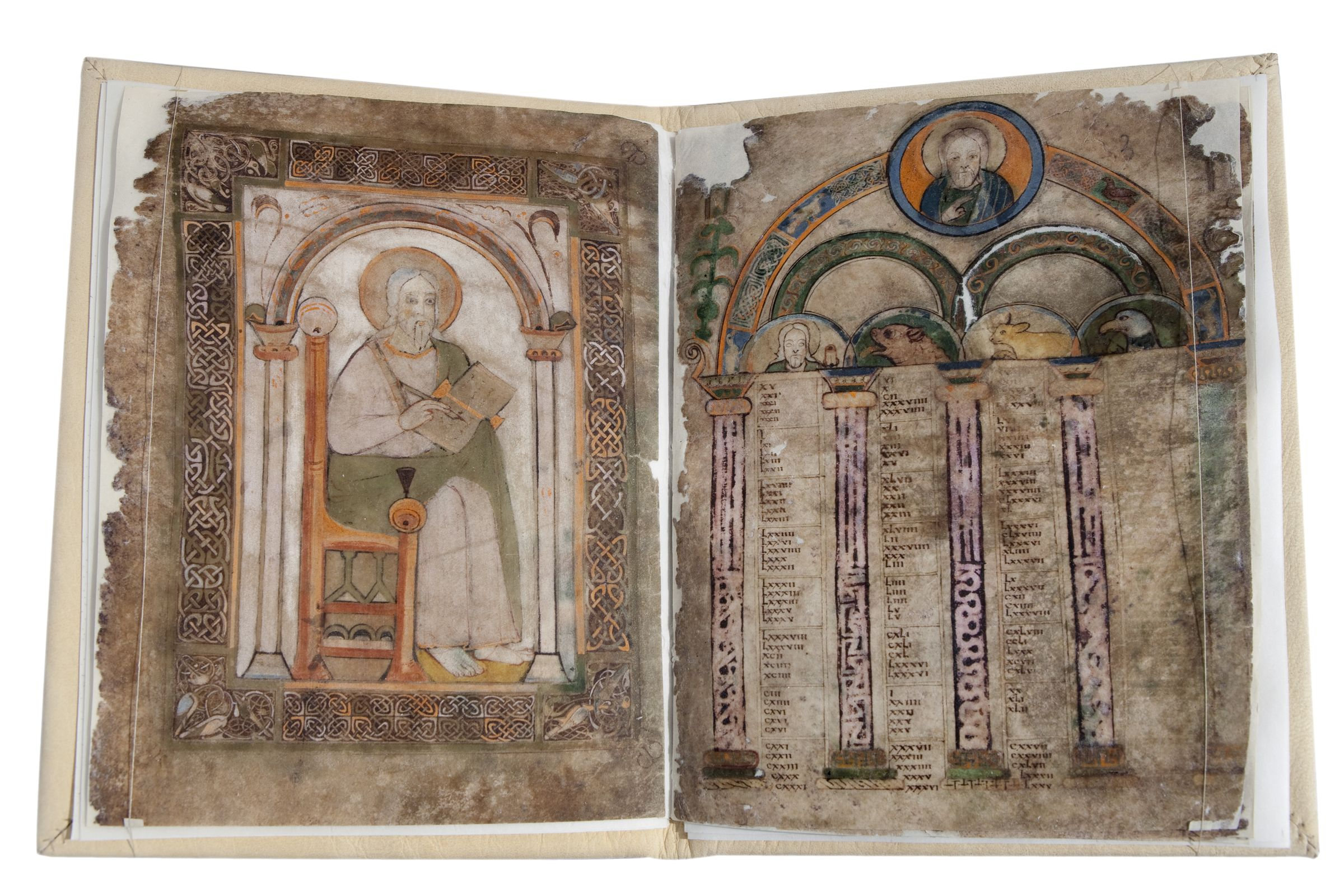
A Codex Eyckensis, A kódex, teljes oldalas evangélista portré és kánon-táblák

A Codex Eyckensis 133 darab 244 mm hosszú és 183 mm széles pergamen lapból áll és két liturgikus könyvet tartalmaz. 
Az első kézirat ("A" kódex) nem teljes. Öt lapból áll, az első egy teljes oldalas (valószínűleg Szent Mátyást ábrázoló) evangélista portré, amelyet nyolc, hiányos kánontábla követ. Az evangélista portré itáliai bizánci stílusban készült, amely szorosan kötődik a jelenleg a Vatikáni Apostoli Könyvtárban őrzött Barberini zsoltárok stílusához (Barberini Lat. 570). A portrét keretező angolszász stílusú kötésben a Lindisfarne zsoltárok dekorációs elemei köszönnek vissza. 
A kánontáblák áttekintést nyújtanak a négy zsoltár adott részeiről. Így a kánontáblák tartalomjegyzékként és tárgymutatóként használhatóak az egyes szövegekhez. A kánontáblák "A" kéziratát a négy evangélista szimbóluma, oszlop és árkádsor, valamint szentek portréja díszíti.
A második kéziratban ("B" kódex) mind a tizenkét kánontábla és a mind a négy zsoltárkönyv megtalálható. A kánontáblákat oszlop és árkádsor ékesíti az apostolok és az evangélisták szimbólumainak ábrázolása mellett. A zsoltárszövegeket kerek formájú insularis minuscula írással készítették, amely elsősorban a hetedik és nyolcadik századi brit és ír kéziratok jellemzője, de az európai kontinensen is használták. A bekezdések kezdőbetűje vörös és sárga pontokkal díszített. A szöveget egy írnok készítette. 
A Zzsoltárszöveg a Vulgata egy változata, többnyire Szent Jeromos (Hieronymus of Stridon, i.sz. 347–420) fordításában, számos kiegészítéssel és áthelyezéssel. A zsoltárkönyvek szövegéhez hasonló szöveg található a Kellsi kódex (Book of Kells Dublin, Trinity College, ms 58), a Book of Armagh (Dublin, Trinity College, ms 52) és az Echternach Gospels (Paris, Bnf, ms Lat.9389) könyvekben. 

## Történet (a kezdetektől a 20. századig)

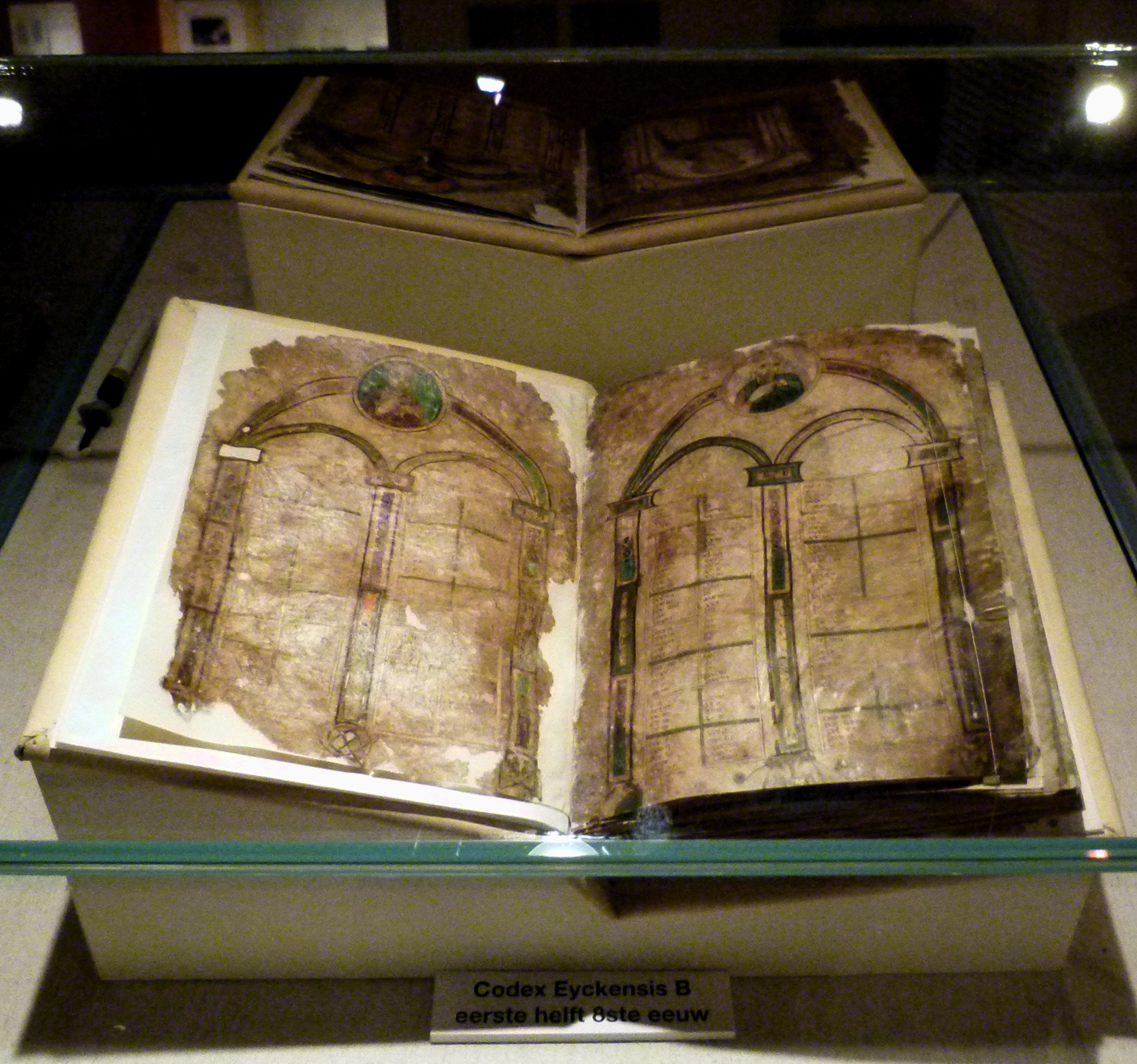
A Codex Eyckensis, Szent Katalin templomba, Maaseik.

A kódex a nyolcadik századból származik és kezdetben Aldeneik bencés apátságában tárolták, amelyet 728-ban szenteltek fel. A Meroving házból származó nemesek Adelard, Lord of Denain és felesége Grinuara alapította az apátságot lányaik, Harlindis és Relindis számára „egy kicsi és jelentéktelen erdőben” a Meuse folyó közelében. A rend az Eyke („tölgy”) nevet kapta, a környék tölgyfái után. Később, miután a szomszédos falu Nieuw-Eyke („új-tölgy” – mai nevén Maaseik) fejlődésnek indult és megnőtt a jelentősége, az eredeti falu neve Aldenei-re („régi tölgy”) változott. Szent Willibrord avatta szentté Harlindist a vallási közösség első apátnőjét. Halála után Szent Bonifác a testvérét és követőjét Relindis-t avatta szentté.
A Codex Eyckensis-t használták a konvenció során Krisztus tanításainak tanulmányozására és terjesztésére. A Codex Eyckensist alkotó mindkét liturgikus könyvet feltehetőleg az Echternach apátságból Szent Willibrord vitte Aldeneikbe. A két kéziratot valószínűleg a tizenkettedik század folyamán foglalták egy kötésbe. 
1571-ben az Aledenik apátság megszűnt. A tizedik század közepétől, a bencés nővérek helyét egy férfi kánon kollégium vette át. A vallásháború fenyegetettsége elől a kánonok Maaseik fallal körülvett városába menekültek. Az egyházi kincseket Aldeneikből – a Codex Eyckensis-szel együtt a Szent Katalin templomba vitték.

## Szerzők

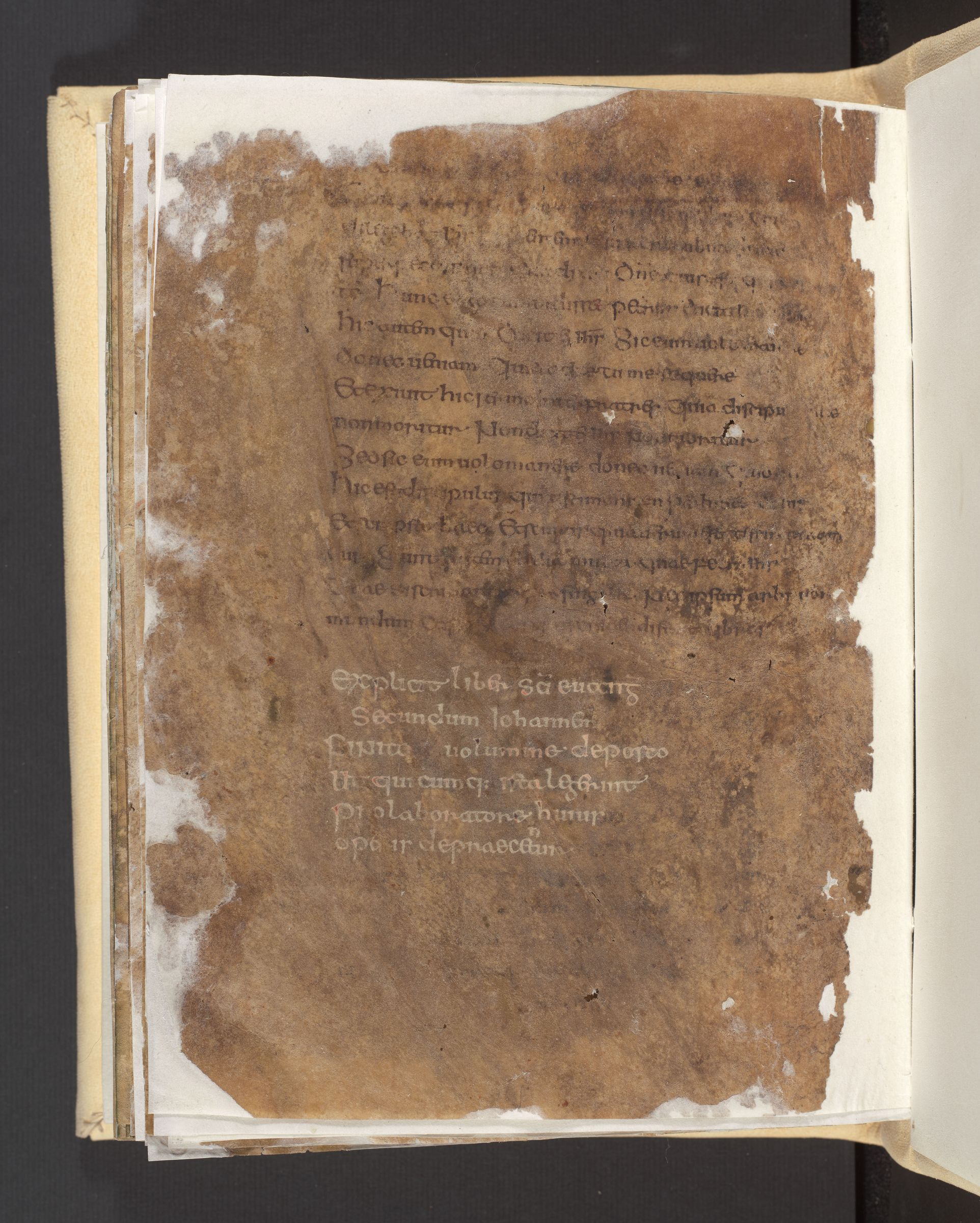
A Codex Eyckensis, B Kódex, szöveges oldal.

Az emberek évszázadokon keresztül azt gondolták, hogy a Codex Eyckensis-t Harlindis és Relindis, az Aldeneik apátság első apátnői írták, akiket később szentté avattak. Hagiográfiájukat a kilencedik században írta le egy helyi pap. Ebben az áll, hogy Harlindis és Relindis szintén készítettek egy liturgikus könyvet. A kilencedik század folyamán a szent nővérekhez kapcsolódó ereklye kultúra kiemelkedő jelentőségű lett, amely részben a Codex Eyckensis tiszteletében nyilvánult meg, amely által a Harlindis és Relindis által készített írás nagyrabecsült művé vált.
A második kézirat utolsó sorai azonban ezt egyértelműen cáfolják: Finito volumine deposco ut quicumque ista legerint pro laboratore huius operis depraecentur (A kötet befejezésekor kérek mindenkit, aki elolvassa, hogy imádkozzon azért az emberért, aki a kéziratot készítette). A laborator („munka készítője”) szó hímnemű formája egyértelműen jelzi, hogy a kézirat írója férfi volt.
Az Albert Derolez (Genti Egyetem) és Nancy Netzer (Bostoni Főiskola) által 1994-ben elvégzett összehasonlító elemzés kimutatta, hogy az "A" és a "B" kézirat ugyanabból a korszakból származik, és hogy nagy valószínűséggel mindkét irat az Echternach apátság írószobájában készült és az is előfordulhat, hogy ugyanaz a személy készítette őket.

## Helyreállítás és restaurálási kísérlet 1957
1957-Ben egy düsseldorfi restaurátor, Karl Sievers tett kísérletet a Codex Eyckensis helyreállítására és restaurálására. Eltávolította és megsemmisítette a 18. századi vörös bársony kötést, majd a kézirat minden lapját „mipofóliával” vonta be. A mipofólia egy polivinil-klorid (PVC) fólia, amelynek külső felületét dioktil ftalát használatával lágyítják. Az idő múlásával a fólia hidrogén klorid savat termelt, amely megtámadta a pergament és sárgásra színezte a fóliát. A folyamat befolyásolta a pergamen színét és áttetszőségét, a fóliában lévő polimerek pedig elérték a pergament és törékennyé tették azt. A laminálást követően Sievers újrakötötte a kódexet. Ehhez levágta a lapok szélét, amely következtében az illuminálás egyes részei elvesztek.

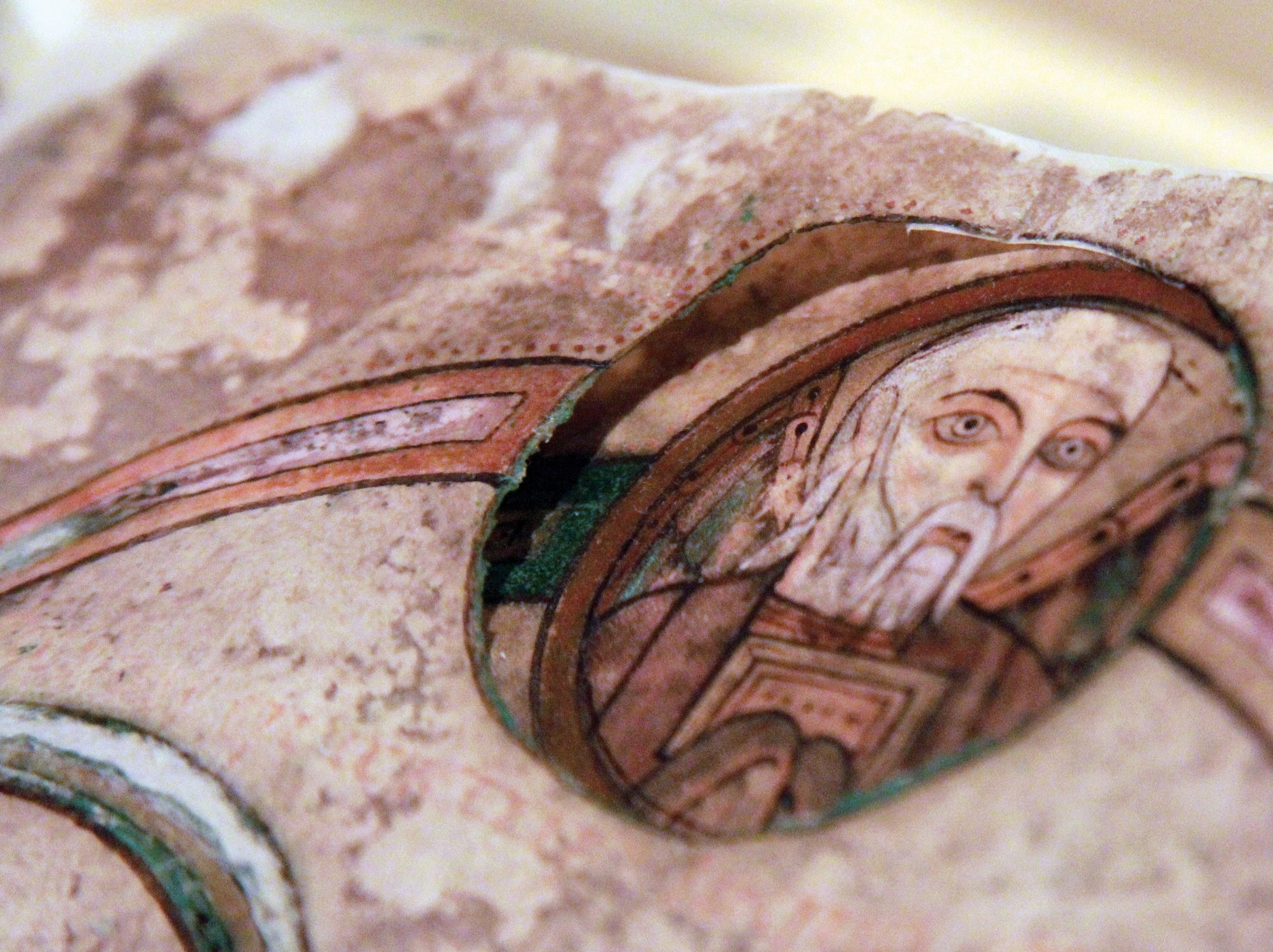
A Codex Eyckensis, B Kódex, Részlet

Egy új, 1987 és 1993 között elvégzett következő, nagyszabású restaurálási kísérlet során a mipofólia laminálást körültekintően eltávolították a Belga Királyság Kulturális Örökség Intézetének (Belgian Royal Institute for Cultural Heritage) munkatársai Jan Wouters kémikus vezetésével. A lapok eltávolítását követően a fólia restaurálása érdekében egy innovatív lapöntő technológiát fejlesztettek ki. A restaurálás befejezéséhez a kkódex két kéziratát külön kötötték be.

## Dokumentációk és digitalizálás
A Codex Eyckensis legrégebbi fotó dokumentációja 1916-ból származik (Bildarchiv Marburg). A restaurálás során, a kéziratról a Belga Királyság Kulturális Örökség Intézetében (Belgian Royal Institute for Cultural Heritage) (KIK–IRPA) készült fotó. Másolat 1994-ben jelent meg.
A Codex Eyckensis digitalizálására 2015-ben került sor a Szent Katalin templomban, amelyet az Illuminare – Középkori Művészeti Központ képalkotó laboratóriuma (Centre for the Study of Medieval Art) | KU Leuven végzett el. A projekt vezető Prof. Lieve Watteeuw volt. A nagy felbontású képek a LIBIS (KU Leuven) közreműködésével váltak elérhetővé a világhálón. 
A Codex Eyckensis-t 1986-ban ismerték el mint védett örökséget. 2003-ban a Codex Eyckensis-t flamand mesterműnek ismerték el.

## Jelenlegi kutatások
A 2016-2017-es időszakban az Illuminare – Középkori Művészeti Központ (Centre for the Study of Medieval Art) | KU Leuven (prof. Lieve Watteeuw) és a Belga Királyság Kulturális Örökség Intézete (Belgian Royal Institute for Cultural Heritage) (Marina Van Bos) ismét tanulmányozni fogja a Codex Eyckensis-t. 

## Bibliográfia
- Coenen, J. (1921) Het oudste boek van België, Het Boek 10, pp. 189–194.
- Coppens, C., A. Derolez en H. Heymans (1994) Codex Eyckensis: an insular gospel book from the abbey of Aldeneik, Antwerpen/Maaseik, facsimile.
- De Bruyne, D. (1908) L'évangéliaire du 8e siècle, conservé à Maeseyck, Bulletin de la Société d'Art et d'Histoire du Diocèse de Liège 17, pp. 385–392.
- Dierkens, A. (1979) Evangéliaires et tissus de l’abbaye d’Aldeneik. Aspect historiographique,  Miscellanea codicologica F. Masai Dicata (Les publications de Scriptorium 8), Gent, pp. 31–40.
- Falmagne, T. (2009) Die Echternacher Handschriften bis zum Jahr 1628 in den Beständen der Bibliothèque nationale de Luxembourg sowie Archives diocésaines de Luxembourg, der Archives nationale, der Section historique de l' Institut grand-ducal und des Grand Séminaire de Luxembourg, Wiesbaden, Harrassowitz Verlag, 2 Banden: 311pp. + [64] ill., 792pp.
- Gielen J. (1880) Le plus vieux manuscrit Belge, Journal des Beaux-Arts et de la Littérature 22, nr. 15, pp. 114–115.
- Gielen, J. (1891) Evangélaire d'Eyck du VIIIe siècle, Bulletin Koninklijke Commissie voor Kunst en Oudheden 30, pp. 19–28.
- Hendrickx, M. en W. Sangers (1963) De kerkschat der Sint-Catharinakerk te Maaseik. Beschrijvende Inventaris, Limburgs Kunstpatrimonium I, Averbode, pp. 33–35.
- Mersch, B. (1982) Het evangeliarium van Aldeneik, Maaslandse Sprokkelingen 6, pp. 55–79.
- Netzer, N. (1994) Cultural Interplay in the 8th century and the making of a scriptorium, Cambridge, Cambridge University Press, 258pp.
- Nordenfalk, C. (1932) On the age of the earliest Echternach manuscripts, Acta Archeologica, vol. 3, fasc. 1, Kopenhagen: Levin & Munksgaard, pp. 57–62.
- Schumacher, R. (1958) L’enluminure d’Echternach: art européen, Les Cahiers luxembourgeois, vol. 30, nr. 6, pp. 181–195.
- Spang, P. (1958) La bibliothèque de l’abbaye d’Echternach, Les Cahiers luxembourgeois, vol. 30, nr. 6, pp. 139–163.
- Talbot, C.H. (1954) The Anglo-Saxon Missionaries in Germany. Being the Lives of SS. Willibrord, Boniface, Sturm, Leoba and Lebuin, together with the Hodoeporicon of St. Willibald and a selection of the Correspondence of Boniface, [vertaald en geannoteerd], Londen-New York, 1954, 234pp.
- Verlinden, C. (1928) Het evangelieboek van Maaseik, Limburg, vol. 11, p. 34.
- Vriens, H. (2016) De Codex Eyckensis, een kerkschat. De waardestelling van een 8ste eeuws Evangeliarium in Maaseik, onuitgegeven master scriptie Kunstwetenschappen, KU Leuven.
- Wouters, J., G. Gancedo, A. Peckstadt, en L. Watteeuw, L. (1990) The Codex Eyckensis: an illuminated manuscript on parchment from the 8th century: Laboratory investigation and removal of a 30 year old PVC lamination, ICOM triennial meeting. ICOM triennial meeting. Dresden, 26-31 August 1990, Preprints: pp. 495–499.
- Wouters, J., G. Gancedo, A. Peckstadt en L. Watteeuw (1992) The conservation of the Codex Eyckensis: the evolution of the project and the assessment of materials and adhesives for the repair of parchment, The Paper Conservator 16, pp. 67–77.
- Wouters, J., A. Peckstadt en L. Watteeuw (1995) Leafcasting with dermal tissue preparations: a new method for repairing fragile parchment and its application to the Codex Eyckensis, The Paper Conservator 19, pp. 5–22.
- Wouters, J., Watteeuw, L., Peckstadt, A. (1996) The conservation of parchment manuscripts: two case studies, ICOM triennial meeting, ICOM triennial meeting. Edinburgh, 1-6 September 1996, London, James & James, pp. 529–544.
- Wouters, J., B. Rigoli, A. Peckstadt en L. Watteeuw, L. (1997) Un matériel nouveau pour le traitement de parchemins fragiles, Techné: Journal of the Society for Philosophy and Technology, 5, pp. 89–96.
- Zimmerman, E.H. (1916) Vorkarolingische Miniaturen, Deutscher Verein für Kunstwissenschaft  III, Sektion, Malerei, I. Abteilung, Berlin, pp. 66–67; 128; 142-143, 303-304.